# Bildungsakademie der Vytautas-Magnus-Universität

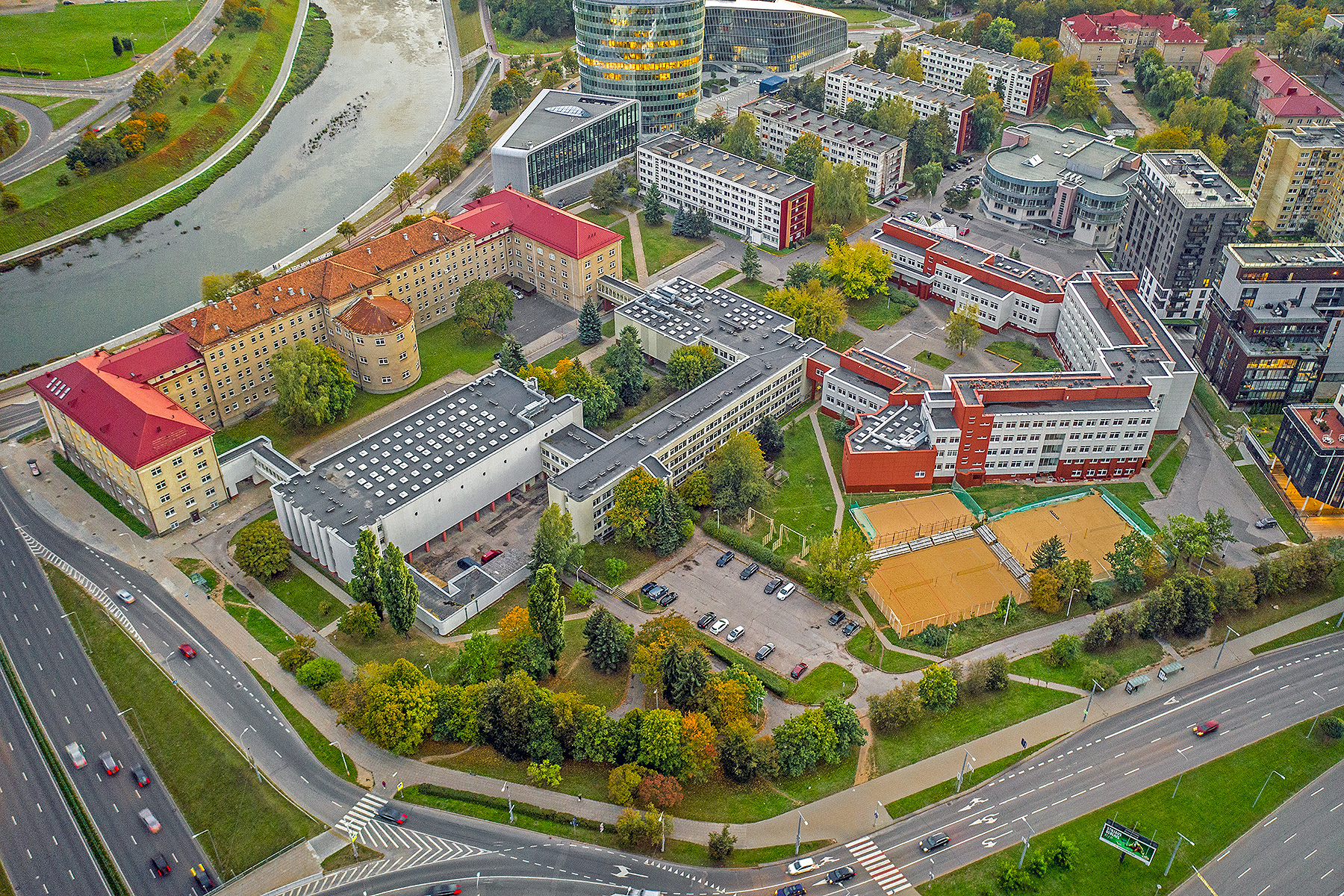

Die Bildungsakademie der Vytautas-Magnus-Universität (kurz VDU ŠA aus dem Litauischen: Vytauto Didžiojo universiteto Švietimo akademija) ist eine Abteilung der Kaunasser Vytautas-Magnus-Universität, eine ehemalige Pädagogische Universität in der litauischen Hauptstadt Vilnius. 

## Geschichte

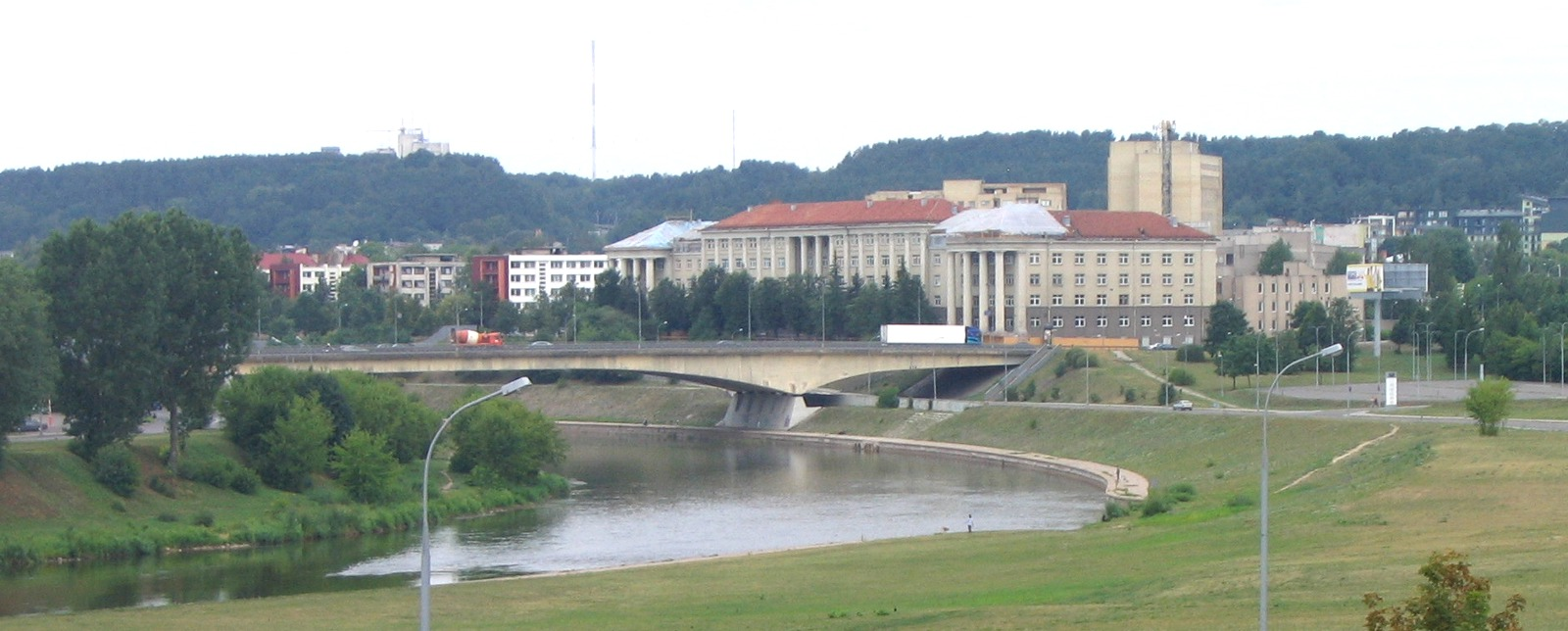
Hauptgebäude in Vilnius-Saltoniškės, daneben sind die Studentenwohnheime zu sehen

Die Akademie geht auf das 1935 in Klaipėda gegründete Nationale Pädagogische Institut zurück. Dieses zog nach der Sowjetischen Besetzung Ostpolens nach Vilnius um und wurde 1944 in Pädagogisches Institut Vilnius umbenannt. Am 2. Juli 1992 erfolgte die staatliche Anerkennung als Universität und erneut eine Namensänderung auf den  Namen Bildungswissenschaftliche Universität Litauens (Litauisch Lietuvos edukologijos universitetas, LEU). Seit 2019 gibt es die Bildungsakademie der Vytautas-Magnus-Universität. 
Im Mai 2013 wurden 1094 Mitarbeiter beschäftigt. 2015 studierten insgesamt 3964 Studenten. 2017 gab es 675 Absolventen mit akademischen Graden (487 Bachelor und 188 Magister), weitere 35 Personen erhielten die Qualifikation eines Pädagogen und vier Personen wurden promoviert.
2019 wurde die LEU-Universität reorganisiert.
Die Universität hatte drei Studentenwohnheime (in Naujamiestis und Saltoniškės), das Kurhaus „Vorupė“ in der westlitauischen Kurortstadt Palanga an der Ostsee und das Kurhaus „Rašė“	im Dorf Lakaja, in der Rajongemeinde Švenčionys, Oberlitauen.

## Struktur
Die Akademie gliedert sich in acht Fakultäten und zwei Institute.

### Fakultäten
- Physik und Technologie
- Naturwissenschaften
- Geschichte
- Litauische Philologie
- Mathematik und Informatik
- Pädagogik und Psychologie
- Philologie
- Sport und Gesundheitswissenschaften

### Institute
- Institut für Sozialkommunikation
- Institut für Kulturelle und Kunsterziehung